# Lecteur optique
Ne doit pas être confondu avec Lecteur de disque optique.

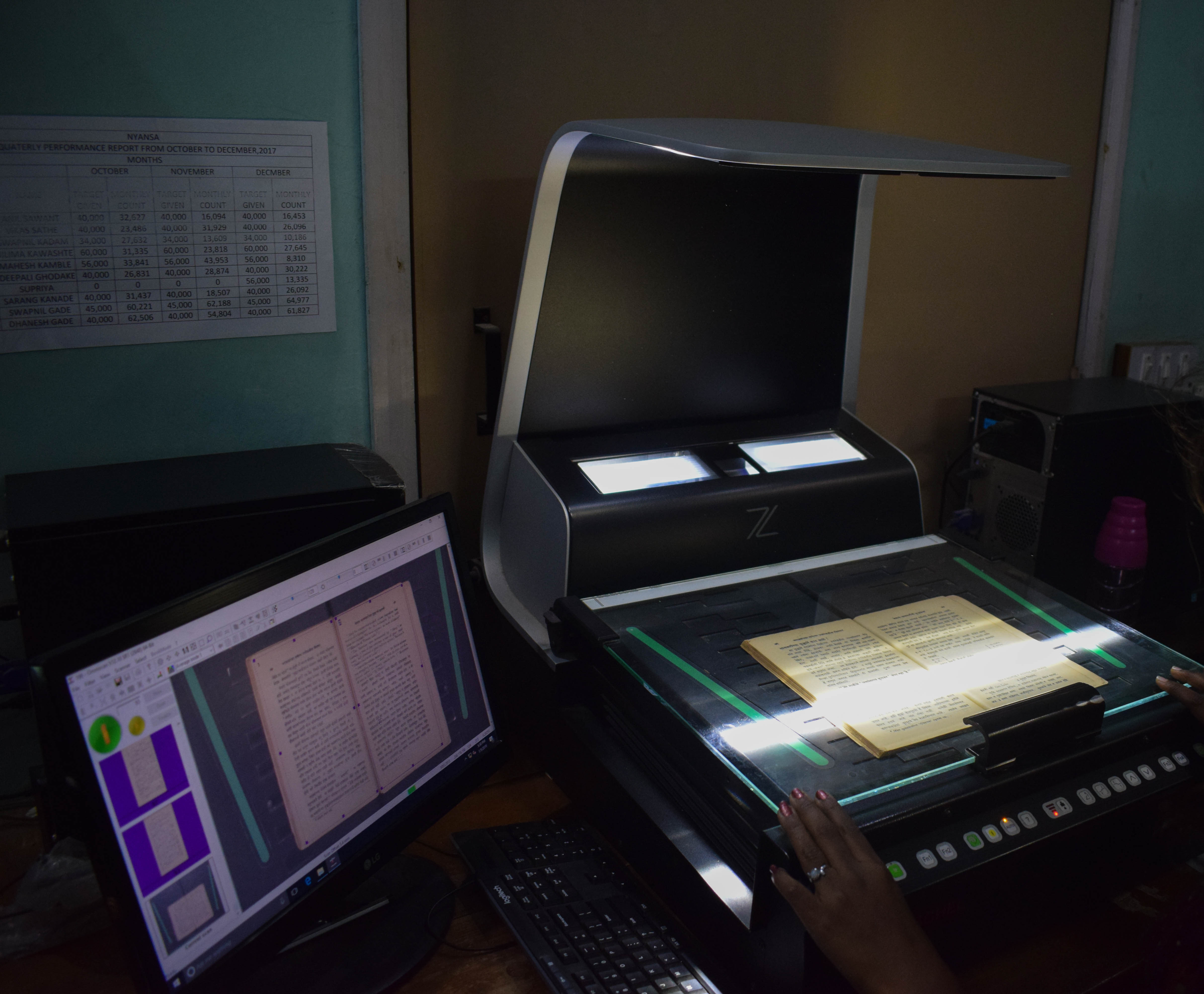
Scanner Zeutschel OS 15000 Advanced Plus, adapté pour scanner des livres jusqu'au format A3.

Un lecteur optique (en anglais, optical reader) est un dispositif que l'on trouve dans la plupart des scanners d'ordinateur et qui capture des informations visuelles et traduit l'image en informations numériques que l'ordinateur est capable de comprendre, de traiter et d'afficher.
Les systèmes de comptabilisation de votes pour les élections, où les électeurs marquent leur choix en remplissant un rectangle, un cercle ou un ovale, sont des exemples de lecteurs optiques. Après le vote, un dispositif lit les votes en utilisant la logique de la marque sombre, par laquelle l'ordinateur sélectionne la marque la plus sombre dans un ensemble donné comme étant le vote sélectionné.